# Robot-sumo
Robot-sumo är en tävlingsform där två robotar försöker att knuffa ut varandra från en cirkelrund arena på samma sätt som utövare av den japanska sporten Sumo. Robotarna ifråga kallas sumobots eller sumorobotar.
Den tekniska utmaningen består i att få roboten att hitta sin motståndare och attackera denna utan att själv hamna utanför arenan. För detta används olika typer av sensorer för att känna av kant och avstånd/riktning till motståndaren, kopplade till en mikroprocessor.
I Robot-sumo är det inte tillåtet med aktivt destruktiva vapen men mer eller mindre passiva vapen är tillåtna. Oftast är robotarna försedda med en plog för att lyfta på eller välta motståndaren som på så sätt blir lättare att förflytta från arenan.
Robot-sumo är uppdelade i olika tävlingsklasser:
- Standard-sumo Max 3 kg och med maxmåtten 20 cm x 20 cm med obegränsad höjd.
- Mini-sumo. Max 500 g och med maxmåtten 10 cm x 10 cm med obegränsad höjd.
- Micro-sumo. Max 100 g och med maxmåtten 5 cm x 5 cm x 5 cm.
- Nano-sumo. Med maxmåtten 25 mm x 25 mm x 25 mm
- Femto-sumo. Med maxmåtten 10 mm x 10 mm x 10 mm

Klasserna delas dessutom upp i fjärrstyrda robotar och autonoma robotar. De senare skall på egen hand klara av uppgiften sedan operatören startat matchen, enbart baserat på dess sensorer och det program som finns laddat i mikroprocessorn. I Sverige hålls årligen ett mästerskap, Robot-SM, där Robot-sumo finns med i Standard-sumo och Mini-sumo klasserna för autonoma robotar.
Sumorobotar kan konstrueras från grunden eller baseras på mer eller mindre färdiga sumo-kit. 